# 海口 (雲林縣大字)
23°42′59″N 120°12′04″E / 23.716488°N 120.200990°E
海口，原稱海口厝，是臺灣雲林縣臺西鄉的一個傳統地域名稱，也是全鄉核心聚落所在地，位於該鄉西南部。相較於今日行政區，其範圍大致包括海口村、海北村、台西村、海南村。

## 歷史
台灣清治末期，海口地區為一街庄，稱為「海口厝庄」，隸屬於海豐堡。該庄西臨台灣海峽，北與五條港庄為鄰，東與山藔庄、什張犁庄為鄰，南邊為溪頂庄。
1901年（日明治三十四年）11月，全台廢縣廳改設二十廳，該庄隸屬於斗六廳。1903年（明治三十六年）6月，該庄編入「崙仔頂區」，仍隸屬於斗六廳。1909年（明治四十二年）10月，全台二十廳合併為十二廳，崙仔頂區改隸屬於嘉義廳。1920年（大正九年），全台地方制度大改正，該庄改制並簡化為「海口」大字，隸屬於臺南州虎尾郡海口庄。
戰後海口庄改制為海口鄉，隸屬於臺南縣，大字亦改制為村。1946年9月，海口鄉拆分為臺西、東勢兩鄉，本地區隸屬於臺西鄉。1950年9月，雲、嘉、南分治，臺西鄉改隸屬於雲林縣。

## 聚落
本地區發展較早的聚落有海口厝、鹽埔、中客厝、頂客厝、六塊厝、王爺埔等，在日治期初期的官方地圖上已有記載。

## 交通
省道台17線又稱「西部濱海公路」，是臺中市清水區甲南至屏東縣枋寮鄉水底寮的幹道，大致以北北東－南南西走向轉縱向再轉北偏東—南偏西走向經過海口聚落西郊。由該道路向北北東可前往東勢西北角、麥寮、大城、芳苑等地，向南偏西可前往四湖、口湖、東石、布袋等地。
省道台61線又稱「西部濱海快速公路」，是新北市八里至臺南市安南的快速公路，大致以東北東－西南西走向繞大彎轉北北東—南南西走向經過本地區西部海埔新生地，由此可快速前往台灣西部海岸各地。
省道台78線又稱「東西向快速公路－台西古坑線」，大致以西北西－東南東走向經過本地區東南端邊界外緣，由該道路向西可前往溪頂、林厝寮北端並止於省道台61線系統交流道，向東可快速前往東勢、東勢與褒忠交界地帶、元長、土庫、虎尾西南部、斗南西部、大埤東北部、斗南南部、斗六西南部、古坑西北部並止於國道3號古坑系統交流道。
縣道155號（民權路、中山路、民族路），是五條港至北港的道路，大致以北向南轉東向西再轉北北東—南南西走向再轉北向南經過本地區中部偏東地帶。由該道路向北可前往五條港並止於省道台17線與台61線共線路口，向南轉南南東可前往四湖、水林、北港並止於省道台19線路口。
縣道158號（中山路、文化路），是海口至石榴班的道路，其西側端點位於海口聚落西側的省道台17線路口。由此向東轉東偏南穿越海口聚落後出境，轉東南東可前往東勢、褒忠、土庫、虎尾、斗南並止於省道台1線路口。

## 學校
- 臺西國中
- 臺西國小

## 文化資產

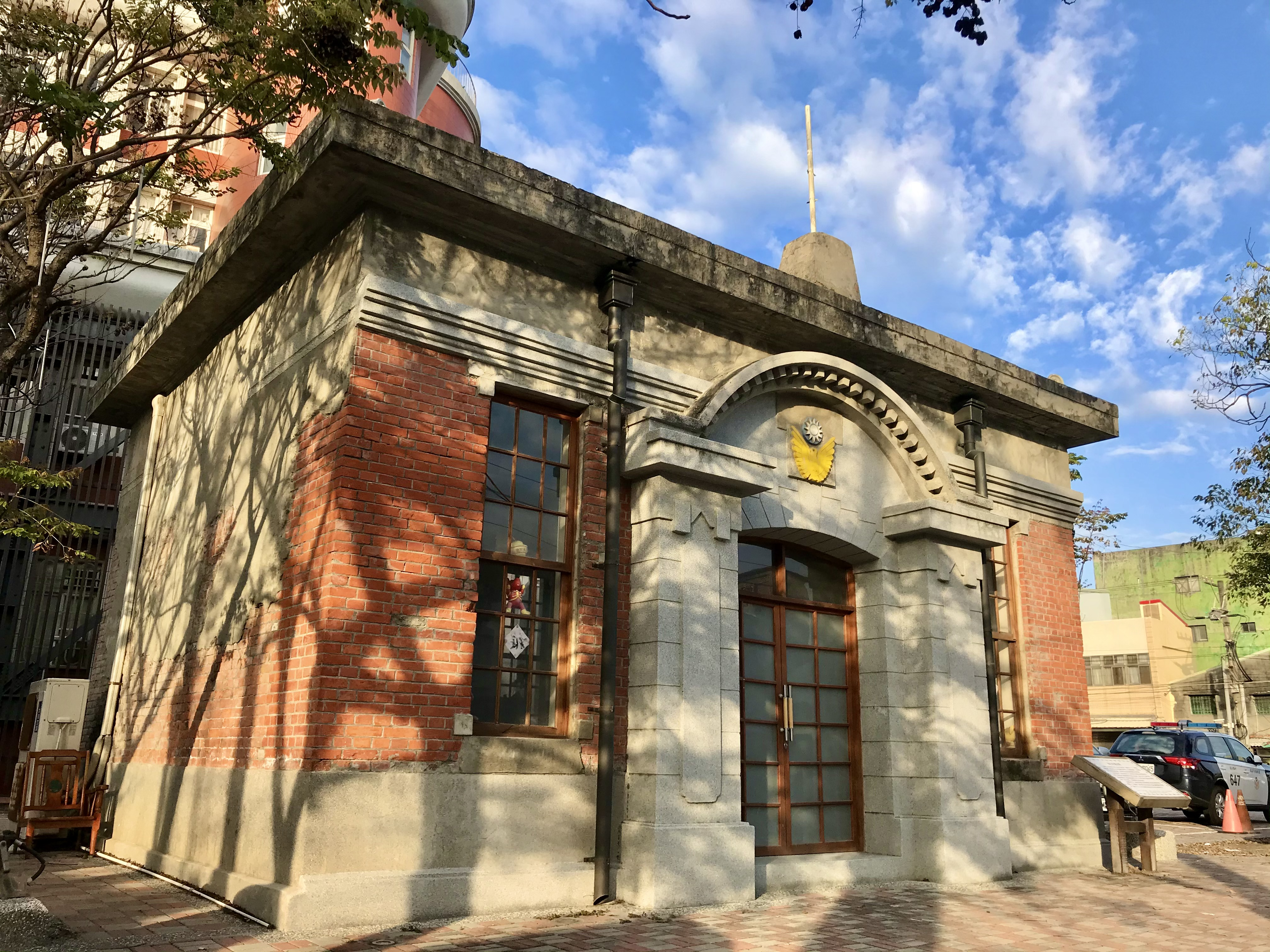
海口庄派出所

- 海口庄派出所（歷史建築）
- 海口庄長官舍（歷史建築）